# Вайра Вике-Фрайберга
Вайра Вике-Фрейберга (на латвийски: Vaira Vīķe-Freiberga) е латвийски политик и 6-и президент на Латвия, както и единствената жена, заемала този пост. Избрана е за първи президентски мандат през 1999 и е преизбрана през 2003 г.

## Биография

### Произход и образование
Родена е на 1 декември 1937 година в Рига, Латвия, в семейството на моряка Карлис Викис (на латвийски: Kārlis Vīķis) и на Анемария Вике (на латвийски: Annemarija Vīķe)). Няколко седмици след раждането ѝ баща ѝ загива в Атлантическия океан. По-късно майка ѝ се жени повторно за моряка Едгар Херманович. В края на 1944 г., след началото на съветската окупация на Прибалтика, семейството ѝ бяга в Нацистка Германия.
Началното си образование получава в латвийско училище в бежански лагер в град Любек, Германия. През 1949 г. заедно с родителите си се мести във Френско Мароко, където учи във френска девическа гимназия в Казабланка. През 1954 г. със семейството си заминава за Торонто, Канада, където Вайра завършва средното си образование.
Висшето си образование получава във Виктория Колидж на Университета на Торонто, където по психология придобива бакалавърска степен (1958) и магистърска (1960).

### Учителка и болничен психолог
Работи като секретар в Канадската търговска банка и като възпитател в девически пансион. През 1958 г., владеейки латвийски (като роден език), английски, френски, немски и испански, работи като преводач, а на следващата година започва работа като учител по испански в Девическия колеж на Торонто.
След дипломирането си в края на 1960 г. става клиничен психолог в Торонтската психиатрична болница, която напуска през 1961 г., за да продължи образованието си в Университета „Макгил“, Монреал. В същото време изнася лекции в Университета „Конкордия“. Получава докторска степен по експериментална психология през 1965 г.

### Академична кариера
В периода 1965 – 1998 г. е професор по психология в Университета на Монреал, където преподава психофармакология, психолингвистика, научни теории, експериментални методи, езикови и познавателни процеси на френски език. Докато работи в университета, Фрейберга прави редица изследвания върху процесите на паметта и езика, като в същото време пише статии за проблемите и влиянието на наркотиците върху мозъка. Тя става известна фигура в политическите кръгове и често говори от ефира на радиа и телевизии, а също и в училищата.
Заема важни постове в множество организации:
- член на Селекционната комисия за докторски стипендии към Института за научни изследвания по природни и инженерни науки на Канада;
- член на Съвета на директорите на Федерацията на социалните науки на Канада (1977 – 1982), на която е президент от 1980 до 1981 г.;
- член на Съвета на директорите на Канадската психоложка асоциация (1976 – 1982), на която е председател от 1980 до 1981 г.;
- почетен член и председател на специалната експертна група за човешките фактори към Научноизследователската програма на НАТО – „Наука за мир“ (1978 – 1981);
- член на Съвета на директорите и на Изпълнителния комитет на Канадската федерация за хуманно общество (1980 – 1982);
- член и президент на организационните комитети на множество национални и международни симпозиуми и конференции (1982 – 1986);
- член на Консултативния съвет за изследване на менталното здраве, Канада (1983 – 1986);
- член на Научния съвет на Канада (1980 – 1983), назначена за негов заместник-председател през 1984 г. от генерал-губернатора на Канада, като остава на този пост до 1989 г.

## Изследвания на латвийската култура
В Канада Вике е изключително активна сред латвийската общност. Използва латвийския фолклор в своите изследвания за редица научни разработки. Пише множество статии за латвийската национална идентичност, поради което е особено критична към Съветския съюз.

## Семейство
Вайра Вике-Фрейберга е омъжена за Имантс Фрайберг, бивш професор по компютърни науки в Квебекския университет в Монреал. Той е председател на Латвийската асоциация за информационни и комуникационни технологии, когато съпругата му е президент на Латвия. Двамата се запознават на събиране на латвийски емигранти в Торонто. Имат 2 деца – Карлис Роберт и Индра Каролин.